# کوت غلام محمد
کوت غلام محمد (به انگلیسی: Kot Ghulam Muhammad) یک تعلقه یا تحصیل در پاکستان است که در میرپور خاص، پاکستان واقع شده‌است. کوت غلام محمد ۱۹۲٬۲۹۶ کیلومتر مربع مساحت و ۱۸۰٬۰۰۰ نفر جمعیت دارد.